# House (película de 2008)
House es una película de terror estadounidense de 2008, dirigida por Robby Henson y protagonizada por Michael Madsen, Reynaldo Rosales y Julie Ann Emery. Está basada en la novela homónima de Frank Peretti y Ted Dekker.

## Sinopsis
La película narra los eventos que tienen lugar una noche en una antigua posada rústica en Alabama, donde cuatro huéspedes y tres propietarios se encuentran encerrados por un maníaco homicida. El maníaco afirma haber matado a Dios y amenaza con asesinar a los siete, a menos que presenten el cadáver de uno de ellos al amanecer.

## Reparto
- Michael Madsen es el maníaco.
- Reynaldo Rosales es Jack Singleton.
- Heidi Dippold es Stephanie Singleton.
- Julie Ann Emery es Leslie Taylor.
- J.P. Davis es Randy Messarue.
- Lew Temple es Pete.
- Leslie Easterbrook es Betty.
- Bill Moseley es Stewart.
- Paweł Deląg es el agente Lawdale.
- Weronika Rosati es la señora Lawdale.
- Allana Bale es Susan.
- Florentyna Synowiecka es Melissa Singleton.